# Heteropsis narcissus
Heteropsis narcissus is een vlinder uit de familie van de Nymphalidae, uit de onderfamilie van de Satyrinae. De soort is voor het eerst wetenschappelijk beschreven als Papilio narcissus door Johann Christian Fabricius in een publicatie uit 1798.

## Verspreiding
De soort komt voor in Mauritius en Réunion. 

## Biotoop
De vlinder heeft als biotoop gebieden aan de kust, tuinen en bossen en houdt zich bij voorkeur op in de schaduw.

## Ondersoorten
- Heteropsis narcissus narcissus (Fabricius, 1798) (Mauritius)
- Heteropsis narcissus borbonica (Oberthür, 1916) (Réunion)